# 戈利馬尼夫卡
49°24′11″N 34°3′44″E / 49.40306°N 34.06222°E
戈利馬尼夫卡（烏克蘭語：Гольманівка），是烏克蘭中部的村莊，隸屬波爾塔瓦州的波爾塔瓦區。該村距離亞岑基0.5公里，海拔高度128米，2001年人口10。